# Euparyphus carbonarius
Euparyphus carbonarius är en tvåvingeart som beskrevs av Giglio-tos 1891. Euparyphus carbonarius ingår i släktet Euparyphus och familjen vapenflugor. Inga underarter finns listade i Catalogue of Life.